# Aboma
Aboma – rodzaj morskich ryb z rodziny babkowatych.

## Występowanie
Wschodnie wybrzeże Pacyfiku, od Meksyku po Kolumbię.

## Klasyfikacja
Gatunki zaliczane do tego rodzaju:
- Aboma etheostoma